# Rivière Bostonnais
Pour les articles homonymes, voir Bostonnais.
La rivière Bostonnais ou la Bostonnais est un affluent de la rivière Saint-Maurice, coulant au Canada, située au Québec dans la région de la Mauricie, dans l'agglomération de La Tuque.

## Géographie
Cette rivière de 96 km prend sa source de principaux plans d'eau, situés plus en altitude dans les montagnes : le lac Ventadour, le lac Lescarbot, le lac Kiskissink et le Grand lac Bostonnais, au cœur de la Zec Kiskissink. En haute-Bostonnais, à partir du petit lac du Chalet, l'eau se déverse d'un lac à l'autre jusqu'à l'embouchure du Grand lac Bostonnais. 
Le Zec Kiskissink couvre la ligne de partage des eaux entre le bassin versant de la rivière Saint-Maurice et celui du lac Saint-Jean. La rivière coule en direction sud-sud-ouest pour se jeter dans la rivière Saint-Maurice au nord de la ville de La Tuque.
Cette rivière dont la surface est habituellement gelé de novembre à avril, coule surtout en territoire forestier, sauf pour les derniers kilomètres avant son embouchure. Elle traverse un village, soit La Bostonnais, puis se déverse dans la rivière Saint-Maurice dans la section nord de la ville de La Tuque.
La route 155 suit le parcours de la rivière sur la rive nord-ouest, pour le dernier 39 km (mesuré par l'eau) du parcours de la rivière. Toutefois, à 2,1 km en amont du pont ferroviaire du Canadien National marquant son embouchure, la rivière traverse la route 155. Au terme de son parcours, la rivière fait une série de serpentins notamment autour de la presqu'île du camping municipal de La Tuque ; puis elle passe sous le pont de chemin de fer et devant l'Hydroaérodrome de La Tuque.
Le parcours de la route 155 emprunte la vallée de la rivière Bostonnais (par la rive nord-ouest de la rivière) sur 51 km à partir de son embouchure. À partir de ce point, la riviève provient de l'Est, tandis que la route se dirige vers le nord, puis le nord-est pour se diriger vers le secteur Chambord, en passant près des lacs Écarté et des Commissaires. La distance entre Chambord  et La Tuque est de 134 km.

## Toponymie
Le nom de cette rivière commémore Jean-Baptiste Bostonnais, un trappeur abénaquis originaire de la Nouvelle-Angleterre qui avait un territoire de chasse dans la région.  Son nom revient souvent dans la toponymie locale avec les Grand et Petit lacs Bostonnais, le chenal Bostonnais, la Petite rivière Bostonnais et l'île Bostonnais.  La rivière a donné son nom au village de La Bostonnais, qui avec La Tuque est la seule communauté sur les rives de cette rivière.

#### Plans d'eau
- Grand lac Bostonnais
- Lac Kiskissink
- Lac Lescarbot
- Lac Ventadour

#### Cours d'eau
- Chenal Bostonnais, un cours d'eau
- Rivière Borgia, un cours d'eau
- Rivière Pequaquasoui
- Rivière Saint-Maurice
- Rivière Stewart, un cours d'eau

#### Listes
- Liste des cours d'eau du bassin du Saint-Maurice
- Liste des cours d'eau du Québec